# Prix Marie-Andrée-Bertrand
Pour un article plus général, voir Prix du Québec.

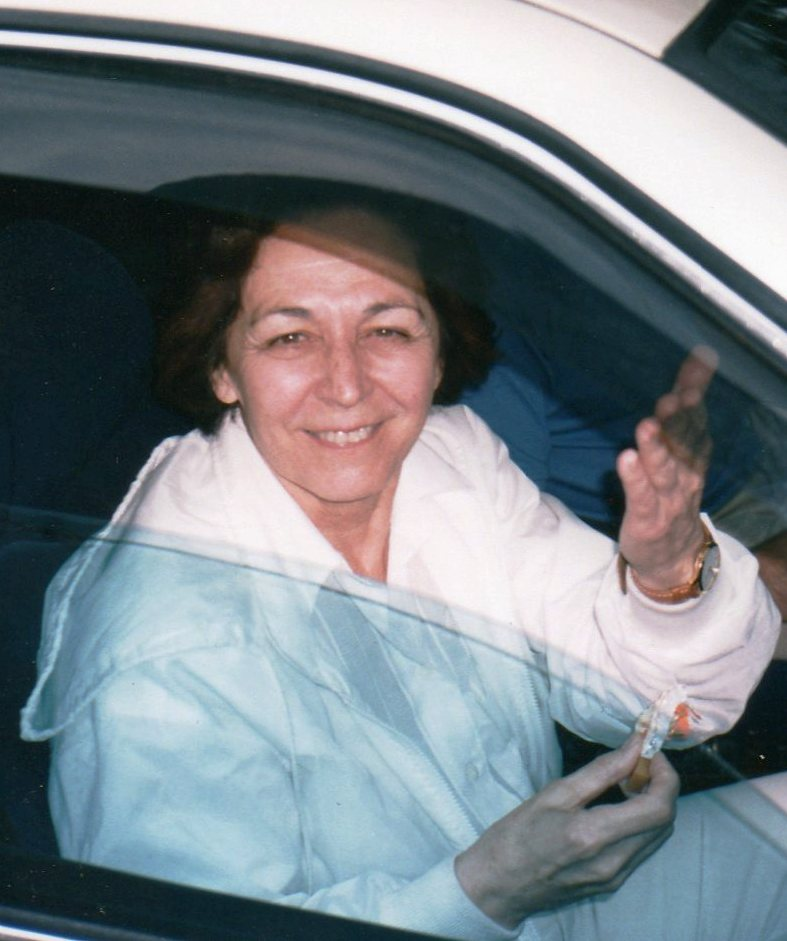
Marie-Andrée Bertrand en 1997

Le prix Marie-Andrée-Bertrand est l’un des Prix du Québec décernés annuellement par le gouvernement du Québec. Il couronne l’ensemble d'une carrière dont l’envergure et la qualité scientifique des recherches ont mené à la mise en œuvre et au développement d’innovations sociales d’importance, conduisant au mieux-être des personnes et des collectivités. Seules les disciplines des sciences humaines et sociales sont reconnues aux fins de ce prix. Il est nommé en mémoire de Marie-Andrée Bertrand.

## Description du prix
Les groupes de disciplines reconnus par ce prix sont les sciences humaines et sociales. 
Les critères d’éligibilité au prix sont :
- le candidat doit être citoyen canadien et vivre ou avoir vécu au Québec;
- une personne ne peut recevoir deux fois le même prix, mais elle peut en recevoir plus d'un la même année;
- un prix ne peut être attribué à plusieurs personnes à moins que ces personnes participent à des réalisations conjointes;
- un prix ne peut être attribué à titre posthume.

Le prix :
- une bourse non imposable de 30 000 $;
- une médaille en argent réalisée par un artiste québécois;
- un parchemin calligraphié et un bouton de revers portant le symbole des Prix du Québec;
- une pièce de joaillerie exclusive aux lauréates et aux lauréats;
- un hommage public aux lauréats et aux lauréates par le gouvernement du Québec au cours d'une cérémonie officielle.

## Origine du nom
Le prix doit son nom à Marie-Andrée Bertrand (1925 - 2011), travailleuse sociale et première Québécoise et la première femme à obtenir un doctorat en criminologie de l'Université de Californie à Berkeley (1967). Elle est professeure à l'École de criminologie de l'Université de Montréal, où elle enseigne de 1967 à 1997, rattachée au Centre international de criminologie comparée. Ses recherches suivent trois axes majeurs : le rapport des femmes au droit pénal, la politique des drogues et, plus largement, les théories critiques liées au sexe, à la conscience de classe et à l'appartenance ethnique.

## Lauréats et lauréates
- 2012 - Louise Nadeau
- 2013 - Marguerite Mendell
- 2014 - Camil Bouchard
- 2015 - Benoît Lévesque
- 2016 - Carole Lévesque
- 2017 - Richard E. Tremblay
- 2018 - Francine de Montigny[1]
- 2019 - Francine Descarries[2].
- 2020 - Mireille Cyr
- 2021 - Francine Saillant
- 2022 - Marie-Thérèse Chicha
- 2023 - Céline Bellot

### Articles
- Prix du Québec
- Marie-Andrée Bertrand